# Гонитва (фільм, 2010)
«Гонитва» — американський кінофільм режисера Дага Лодато, що вийшов на екрани в 2012 році. Оригінальна назва англ. «Ticket Out»

## Зміст
Після шлюборозлучного процесу опікунство над дітьми дістається заможному батькові. Його колишня дружина не може змиритися з тим, що її розлучили з улюбленими синами і здійснює викрадення. За її сліду йдуть сили правопорядку і найняті колишнім чоловіком головорізи. Але жінці несподівано посміхається удача - їй на допомогу приходить випадковий знайомий Джим.

## Ролі
| Актор                 | Роль   |
| --------------------- | ------ |
| Рей Ліотта            | чсмчсм |
| Колін Форд            | чсмчмч |
| Біллі Берк            | чсмчмч |
| Олександра Брекенрідж | чсмчсм |
| Сіара Бонд            | чсмчсч |
| Скотт Майкл Кемпбелл  | чсмчмм |
| Крістофер Б. Дункан   | смчммм |
| Джудіт Бенезра        | чсмчмм |
| Майкл Шамус Уайлз     | чсмчсм |
| Кліффорд Минкофф      | чсмчсм |

## Знімальна група
- Режисер — Даг Лодато
- Сценарист — Сьюзен Коллінз, Даг Лодато, Кріс Нунен
- Продюсер — Ронда Бейкер, Грегорі МакКлетчі, Кевін ДеУолт
- Композитор — Марк Адлер